# Scott Chipperfield
Scott Chipperfield (* 30. Dezember 1975 in Sydney) ist ein ehemaliger australisch-schweizerischer Fußballspieler auf der Position eines Mittelfeldspielers im linken oder zentralen Mittelfeld.

## Karriere

### Vereinskarriere
Chipperfield begann seine aktive Karriere als Fußballspieler bei Bellambi Rosellas, ehe er zu Tarrawanna und Fernhill wechselte. Von 1996 bis 2001 stand er im Kader des Wollongong FC, für den er bis zu seinem Abgang 131 Spiele absolvierte und dabei 50 Treffer erzielte. Mit dem Wollongong FC wurde er in den Jahren 2000 und 2001 Meister in der National Soccer League. Weiters gewann er mit seinem Team im Jahre 2001 die OFC Champions League und wurde selbst als Person in der Saison 1999/2000 und 2000/01 mit der Johnny Warren Medal ausgezeichnet. Eine weitere Auszeichnung in der Saison 1999/2000 war der Erhalt der Joe Marston Medal.

### FC Basel
Seit der Saison 2001/02 der Super League spielte Chipperfield beim schweizerischen Erstligisten FC Basel. Sein Ligadebüt feierte er am 11. Juli 2001 im 3:1-Heimsieg gegen Servette. Sein erstes Ligator erzielte der Australier am 11. August 2001 im 3:1-Heimsieg gegen BSC Young Boys. In Basel wurde Chipperfield sofort zum Stammspieler und er bestritt auch zahlreiche Spiele in der Champions League und im UEFA-Pokal.
Weiters gewann er mit dem Schweizer Traditionsklub einige Titel, wie zum Beispiel in den Saisons 2001/02, 2003/04, 2004/05, 2007/08, 2009/10 und 2010/11 sechsmal die Schweizer Meisterschaft. In den Jahren 2002, 2003, 2007, 2008 und 2010 gewann er mit seinem Team den Schweizer Cup, sowie in den Jahren 2003, 2006, 2008 und 2011 den Schweizer Uhrencup.
Im April 2011 meldete der Klub, dass sich mit Chipperfield auf eine Vertragsverlängerung um ein weiteres Jahr bis 30. Juni 2012 geeinigt worden sei. Bis dato  absolvierte er 367 Wettbewerbsspiele für die Schweizer und erzielte dabei 83 Treffer. Am 18. Mai 2012 gab die Klubleitung des FC Basel bekannt, dass der Vertrag mit dem inzwischen 36-jährigen Spieler nicht mehr verlängert wird. Chipperfield war beim Basler Publikum wegen seiner kämpferischen, schnellen und effizienten Spielweise sehr beliebt. Nachdem Chipperfield zunächst geplant hatte, seine Karriere in Australien fortzusetzen, gab er am 26. Juni 2012 aus Rücksicht auf seine Familie den Rücktritt vom Profifußball bekannt.

### Karriereende
Er war bis Anfang Januar 2016 beim regionalen Drittligisten FC Aesch (siebthöchste Liga) verpflichtet, wo er nach diversen Vorfällen unrühmlich rausgeworfen wurde. Kurz darauf wurde er vom FC Möhlin-Riburg/ACLI verpflichtet, bei dem er aktuell zum Kader der 1. Mannschaft gehörte. Im Sommer trat er endgültig vom aktiven Fußball zurück, nachdem er eineinhalb Jahre für Möhlin-Riburg aufgelaufen war.

### International
Ab dem Jahre 1998 stand Chipperfield im Kader der australischen Fußballnationalmannschaft, für die er 68-mal eingesetzt wurde und dabei zu 12 Treffern kam. Im Jahre 2000 gewann er mit Australien den OFC-Nationen-Pokal. Nach dem Fußball-Weltmeisterschaft 2010 Gruppenspiel gegen Serbien, das Australien 2:1 gewann, erklärte Chipperfield seinen Rücktritt aus der Nationalmannschaft.

### Als Trainer
Am 22. Januar 2018 wurde er Co-Trainer in der Promotion League beim FC United Zürich, im August desselben Jahres wechselte Chipperfield als Cheftrainer zur Frauenmannschaft des FC Luzern. Ende 2018 verließ er die Schweiz und wurde in Australien Trainer der Frauen von den Illawarra Stingrays.

## Titel und Erfolge
Mit dem Wollongong FC:
- Meister der National Soccer League: 2000 und 2001
- Gewinner der OFC Champions League: 2001

Mit dem FC Basel:
- Schweizer Fußballmeister: 2002, 2004, 2005, 2008, 2010, 2011 und 2012
- Schweizer Cupsieger: 2002, 2003, 2007, 2008, 2010 und 2012, im Final nicht eingesetzt
- Uhrencupsieger: 2003, 2006, 2008, 2011

Mit der australischen Nationalmannschaft:
- Gewinn des OFC-Nationen-Pokals: 2000

Persönliche Erfolge:
- Johnny Warren Medal: 1999/2000 und 2000/01
- Joe Marston Medal: 1999/2000

## Privat
Im April 2007 erhielt Scott Chipperfield durch die Heirat mit einer Schweizerin zusätzlich zur australischen auch die Schweizer Staatsbürgerschaft. Im Jahr 2010 trennten sich Scott und Stefanie Chipperfield, 2012 folgte die Scheidung. Sein Sohn Liam Chipperfield (* 2004) ist ebenfalls Fußballer, er besitzt seit dem 4. Dezember 2020 einen Profi-Vertrag beim FC Basel und spielt International für die Schweiz.